# 油库墩土墩墓
油库墩土墩墓，位于江苏省镇江市京口区，是中华人民共和国江苏省文物保护单位之一。
2011年12月30日，授予江苏省文物保护单位，是一座古墓葬。